# Місія Єви, цілком таємно
«Місія Єви, цілком таємно» (словац. Misia Eva, prísne tajné) — дитячий роман словацької письменниці Тамари Герібанової. Книга про таємну місію в ім'я любові, розповідається історія дівчини, батьки якої розлучилися. Вона вирішує повернути їм кохання, а також пробудити такі чесноти, як віра, любов, надія і мужність. Ілюстрації до книги виконала Петра Гілберт.

## Сюжет
Одного дня Євка Шидлова вирішує знову об'єднати своїх розлучених батьків, а згодом разом зі своїм другом Якубом Маркехом вигадують таємну місію на честь кохання. План не такий вже й простий, він складається з багатьох пунктів, які повинна виконати Євка. Останнє завдання — виграти екзотичний відпочинок у багатьох претендентів на нього. Діти контактують зі своїми двоюрідними сестрами та родичами, у конкурсі беруть участь по всій Словаччині, в школах вони збирають штрих-коди для Євки. З тих пір, у Братиславі, Євка наполегливо працює над тим, щоб її мама знову закохалася в свого колишнього чоловіка і щоб пан Шідло знову покохав свою колишню дружину. Історія цікава, смішна, добра. Діти стикаються з перешкодами, але вони не здаються, оскільки: «Якщо ми щось бажаємо і працюємо над своїми мріями, ми обов'язково це зробимо». Книга про мужність, відданість, порядність, а також про міцне кохання.

## Електронне видання
Видавництво ІКАР випустило до книги інтерактивні програми (гру концентрація, головоломки, пазли, щоденники), призначені для планшетів.

## Відгуки
Книга одразу потрапила до числа найкрасивіших книг, виданих у 2012 році. Історія та оформлення книги були висвітлені на iliteratura.cz.
Головний редактор та літературний критик електронного журналу «Мережа» Роберт Діда оцінює книгу позитивно. Вже під час друку він передбачав, що книгу читатимуть не лише діти, а й дорослі, що згодом було підтверджено його ж власними словами. Літературний критик Юрай Шлесар вважає книгу дотепною та авантюристичною, корисною для дітей і дорослих.

## Відзнаки
- Книга року 2012, 3-є місце (анкетування читачів Книжного ревю).
- Найкраща книга Словаччини 2012, категорія література для дітей та молоді (журі — МШСР, Словацька національна бібліотека, Союз поліграфії Словаччини)[6].